# Casal de l'Esperança
Casal de l'Esperança és un convent habilitat com a casa consistorial de Gurb (Osona) inclosa a l'Inventari del Patrimoni Arquitectònic de Catalunya.

## Descripció

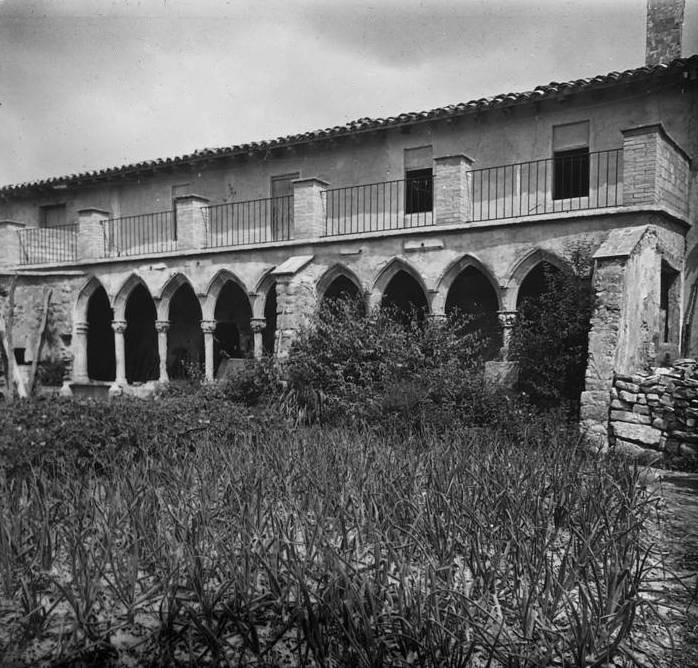
Claustre gòtic l'any 1917

Conjunt de construccions al voltant d'una plaça central.
L'edifici principal consta d'una torre de planta quadrada i una estructura molt allargada on hi ha les dependències principals. Les finestres presenten diverses tipologies, destacant-se les de secció rectangular amb trencaaigües d'arc conopial i les geminades amb arc trilobat.
L'edifici II és un edifici format per dues estructures bàsiques, una de planta rectangular amb el pis superior a manera de paller, amb moltes obertures i grans encavallades de fusta que sostenen una coberta de teula àrab a doble vessant. L'altra és una gran torre de planta quadrada amb coberta de teula a quatre vessants i dos pisos d'alçada.
L'edifici III és una estructura única de planta basilical amb el cos central aixecat, cobert a doble vessant. Aquest edifici correspondria a l'antiga capella dedicada a la Mare de déu de l'Esperança, que construí Pere Prixana el 1402. De l'antic edifici no en queden restes, però la tipologia formal, no material, de la construcció recorda l'estructura d'una església.

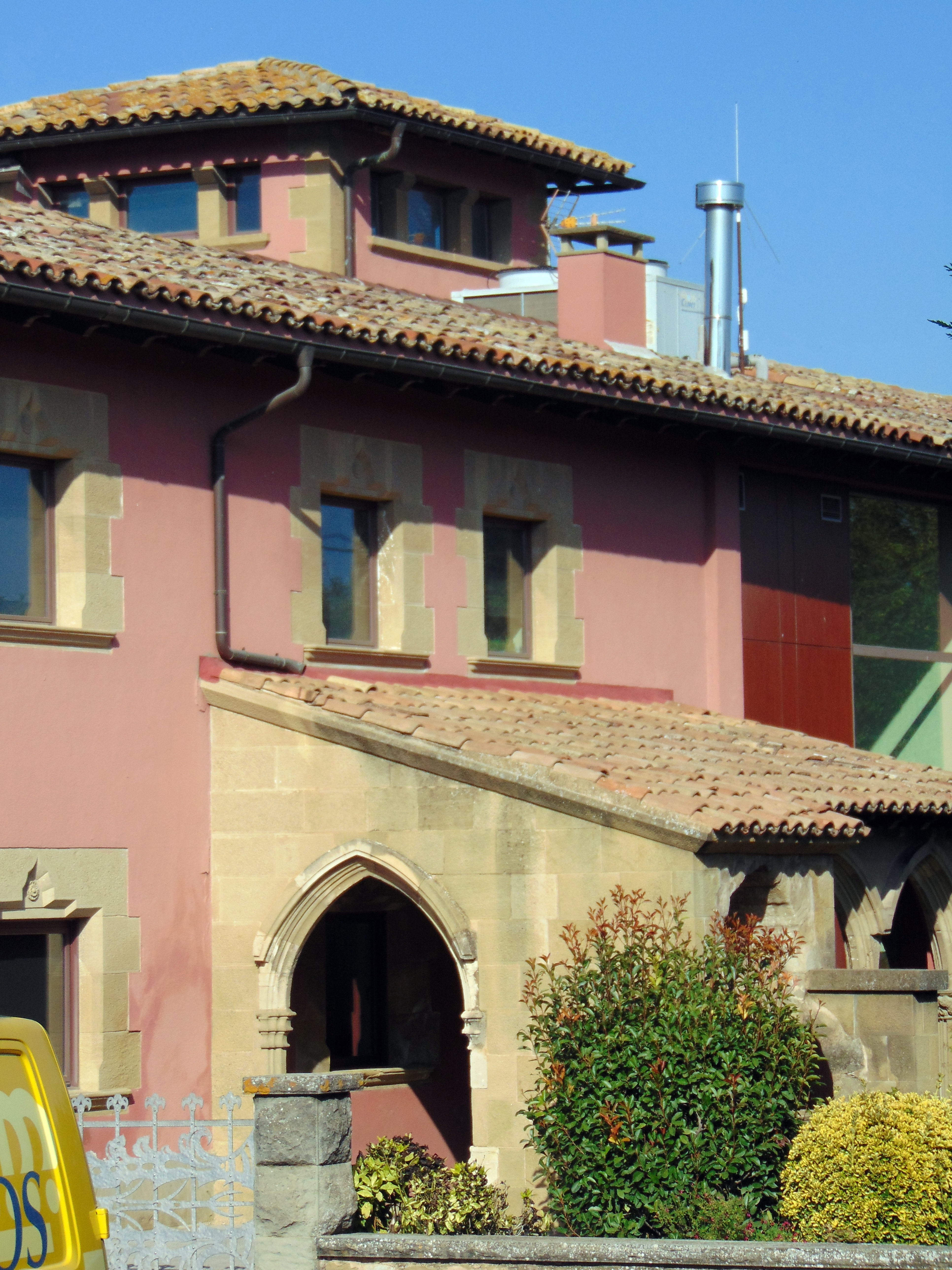
Restes del claustre gòtic darrera l'edifici principal

== Història ==
L'edifici principal correspon a l'antic convent dels carmelites, del qual en resten alguns elements del claustre gòtic. Els frares abandonaren aquest lloc el 1418 i es traslladaren a la ciutat de Vic.
El 1930, després de molts anys d'abandonament, referen l'edifici, s'hi construïren noves dependències i, després de la Guerra Civil, passà a ser la Germandat sindical de Pagesos. Actualment és l'Ajuntament de Gurb.